# Joppa decorata
Joppa decorata là một loài tò vò trong họ Ichneumonidae.